# Hardinghen Churchyard
Hardinghen Churchyard is een begraafplaats gelegen in de Franse plaats Hardinghen (Pas-de-Calais). De militaire graven worden onderhouden door de Commonwealth War Graves Commission.
De begraafplaats telt 5 geïdentificeerde Gemenebest graven uit de Tweede Wereldoorlog.